# كازو اوكادا
كازو اوكادا (باليابانية: 岡田和生) هو شخصية أعمال ياباني، ولد في 1942.